# Ахмеду II (емір Бракни)
Ахмеду II (*бл. 1859 — після 1909) — 15-й емір Бракни в 1893—1903 роках.

## Життєпис
Походив з династії ульд-абддалах, гілки ульд-сієд. Син еміра Сіді-Алі II та Гармі бент Ахмед Фал. Народився близько 1859 року. У 1880-х роках брав участь у війнах з Трарзою і тагантом. Після загибелі старшого брата Мухтара оголошений спадкоємцем трону.
1893 року після смерті батька перебрав владу в еміраті Бракна. Спочатку намагався продовжити політику попередника, сподіваючись досягти мир з сусідами та зберегти самостійність Бракни.
З 1895 року починаються суперечності з французькою адміністрацією Сенегалу через зменшення прибутків та посилення економічного впливу французів. Водночас підтримав клан марабутів деайдіба проти клану бірі. На бік останнього став Ахмед Салім II, емір Трарзи. 1897 року за посередництва французів бойові дії було припинено. Втім 1899 року конфлікт поновився, що тривав до 1900 року.
1902 року утворено французький протекторат Мавританія на чолі з Ксав'є Копполані, який заснував форт Регба між еміратами Трарза і Бракна. Це Ахмеду II розглянув як загрозу самостійності, тому повстав. Але до грудня 1903 року зазнав поразки й був повалений. Проте чинив спротив до 1909 року, коли зазнав остаточної поразки. Відтак перебрався до Марокко. Подальша доля невідома. Французи поставили на трон його брата Хабіба, що мав лише титул еміра (скасовано у 1919 році).